# Wilhelm Jordan (Schriftsteller)

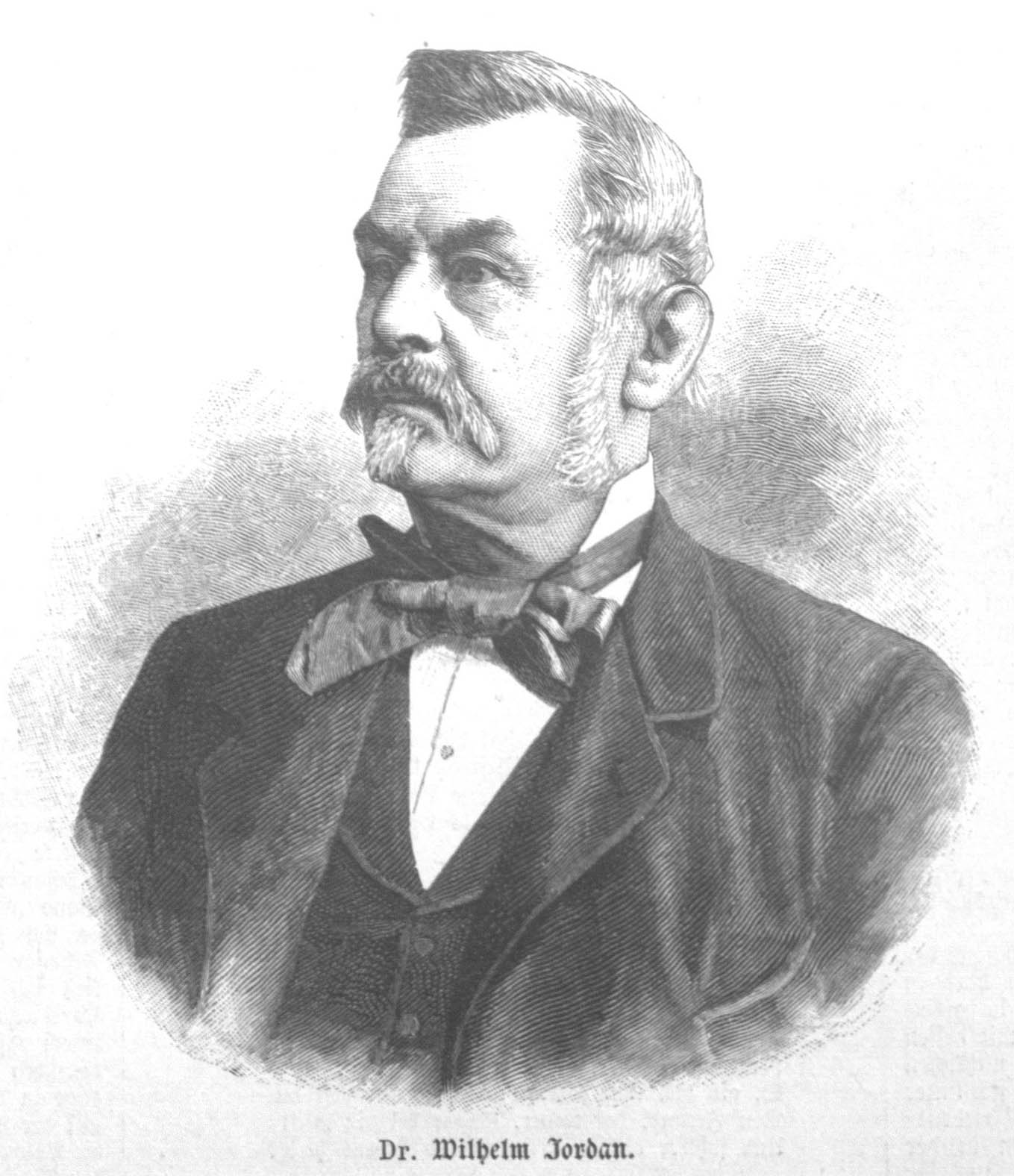
Wilhelm Jordan

Carl Friedrich Wilhelm Jordan (* 8. Februar 1819 in Insterburg, Ostpreußen; † 25. Juni 1904 in Frankfurt am Main) war ein deutscher Schriftsteller und Politiker.

## Leben
Als Sohn des Pfarrers Karl August Jordan besuchte Jordan die Friedrichsschule Gumbinnen und die Königliche Litthauische Provinzialschule in Tilsit. Er studierte ab 1838 an der Albertus-Universität Königsberg Evangelische Theologie und wurde im Corps Littuania aktiv. Zu seinen Studienfreunden gehörten die Liberalen Rudolf Gottschall und Ferdinand Gregorovius. Bei der Huldigungsfeier für das preußische Königspaar trugen Jordan und Gregorovius die Begrüßungsgedichte im Namen der Studentenschaft vor. Von Ludwig Feuerbach und Georg Wilhelm Friedrich Hegel begeistert, gab er den Predigerberuf auf und wechselte zur Philosophie und zu den Naturwissenschaften. Bei Franz Liszts Ehrenpromotion setzte er dem überraschten Komponisten eine Kappe mit goldenem Albertus auf und widmete ihm eine Blüte deutscher Lyrik:
Die Jünger selbst des Kant und Hegel
Erwärmtest Du zu lichter Glut.
Sie schmückten in der Stadt am Pregel
Dein Haupt mit einem Doktorhut.
Nach seiner Promotion zum Dr. phil. an der Albertus-Universität  (1842) ging er nach Berlin, um sich als Schriftsteller zu betätigen. 1843 wegen antichristlich-liberaler Schriften aus der Stadt ausgewiesen, übersiedelte er nach Leipzig. 1845/46 gab er die Zeitschrift Die begriffene Welt heraus. Wegen politischer Aktivitäten wurde Jordan 1846 nach dem Leipzigbesuch des Prinzen Johann im August 1845 aus Leipzig ausgewiesen. Jordan ging nach Bremen und arbeitete für die Bremer Zeitung. Zeitweise war er ihr Korrespondent in Berlin und Paris.
Vom 18. Mai 1848 bis zum 20. Mai 1849 war der als liberal geltende Jordan Abgeordneter für Freienwalde in der Frankfurter Nationalversammlung, die er als die „große Universität seines Lebens“ bezeichnete. Ursprünglich zur Linken gehörend, schloss er sich schließlich Heinrich von Gagern an und vertrat die Forderung nach einem kleindeutschen Reich unter preußischer Führung. Aus diesem Grund sprach er sich auch in einer Rede am 24. Juli 1848 gegen die Wiederherstellung eines unabhängigen polnischen Nationalstaates und gegen die Unterstützung des polnischen Freiheitskampfes aus. In diesem Zusammenhang plädierte er wegen der „Überlegenheit des deutschen Stammes gegen die meisten slawischen Stämme“ für einen „gesunden Volksegoismus“, also für eine Aufteilung Polens, ein schnell zum Schlagwort gewordener Begriff, der in Robert Blum einen Widersacher fand, aber im polnischen Nationalismus eine Reaktionsbildung in Gestalt des „nationalen Egoismus“ erfuhr und politisch am nachhaltigsten bei Roman Dmowski zum Ausdruck kam. Außerdem war Jordan Marinerat im Reichshandelsministerium und beschäftigte sich mit dem Aufbau einer Reichsflotte. Nach seiner Pensionierung unternahm er zahlreiche Vortragsreisen, unter anderem um sein Nibelungenlied populär zu machen. Eine davon führte ihn 1871 in die USA.

## Wirken
Sein literarisches Werk wurzelt im Historismus des 19. Jahrhunderts. Philosophische und naturwissenschaftliche Gedanken beherrschen die Gedichte, Theaterstücke und Romane. Als sein Hauptwerk gilt sein Nibelungen-Epos, das in Stabreimen verfasst ist. Dabei verwendete er die altnordische Saga und das Hildebrandslied als Hauptquellen, versucht jedoch, das Geschehen einer zeitbezogenen psychologischen Deutung zu unterziehen. Im 19. Jahrhundert wurde er vielfach als „Vorläufer Nietzsches und der Wegbereiter Darwins in Deutschland“ (Zitat nach René Simon Taube; siehe unten) bezeichnet. Heute ist sein Werk mit zwei Ausnahmen in Vergessenheit geraten: Sein Mysterium Demiurgos und seine Edda-Übersetzung werden noch heute wegen der einfühlsamen Sprache und der epischen Tiefe verwendet. Sein episches Werk Demiurgos kann nicht, wie gemeinhin behauptet wird, als „erste ernstzunehmende Biografie von Max Stirner“ angesehen werden. Es handelt sich hier eher um eine literarische Zeichnung und nicht um eine biografische Darstellung des Lebens Max Stirners, zumal dieser nur in einem Kapitel Erwähnung findet und nicht im gesamten „Mysterium“.
Tief beeindruckt hat er Ludwig Klages und dessen Schulfreund Theodor Lessing.

## Werke
- Irdische Phantasien (Gedichte, 1842)
- Schaum (Gedichte, 1846)
- Demiurgos (Mysterium, 1852)
- Die Witwe des Agis (Drama, 1857)
- Nibelunge (Epos, 1867–68)
- Durchs Ohr (Lustspiel, 1870)
- Strophen und Stäbe (Gedichte, 1871)
- Artur Arden (Drama, 1872)
- Hildebrandts Heimkehr (Epos, 1874)
- Epische Briefe (1876)
- Andachten (Gedichte, 1877)
- Sein Zwillingsbruder (Lustspiel, 1883)
- Tausch enttäuscht (Lustspiel, 1884)
- Die Sebalds: Roman aus der Gegenwart (Roman, 2 Bände, 1885)
- Zwei Wiegen (Roman, 1887)
- Feli Dora (Versnovelle, 1889)
- Edda-Übersetzung (1889) (Neuausgabe Arun-Verlag, Engerda 2002, ISBN 3-935581-03-3)
- Deutsche Hiebe (Gedichte, 1891)
- Die Liebesleugner (Lustspiel, 1892)
- Liebe, was du lieben darfst (Lustspiel, 1892)
- Letzte Lieder (Gedichte, 1892)
- Demiurgos. Ein Mysterium. Sechstes Buch (1854). Leipzig 1999. Stirneriana Heft 16. ISBN 3-933287-29-4

## Ehrungen
- Mitglied des Freien Deutschen Hochstifts
- Jordanstraße in Frankfurt-Bockenheim
- Ehrenbürger von Insterburg anlässlich seines 80. Geburtstages